# ブレーマー・フルカン造船所
ブレーマー・ヴルカン造船所（- ぞうせんじょ、Bremer Vulkan AG） は、ドイツの造船所。ブレーメンのフェーゲザックに所在した。1805年9月21日にヨハン・ロンギが設立した小さな造船所が始まりで、1893年に投資家グループによって買収された。

## 概要
この造船所は世界的に有名な艦船を多数建造した。
ブレーマー・ヴルカン造船所はキールのゲルマニアヴェルフト社のライセンス下、少数のUボートを建造した。
第一次世界大戦中にブレーマー・ヴルカン造船所は8隻のミッテルU型Uボートを建造し、その後第二次世界大戦では74隻のVII型Uボートを建造した。
戦後は旅客船、貨物船、タンカーなどの民間船や、潜水艦などの海軍艦艇を建造した。1980年にはドイツ最大級の造船所の一つであった。
1990年代中頃にブレーマー・ヴルカン造船所は重大な資金難に直面、1996年に倒産し1997年に閉鎖された。その当時ドイツで最大の造船所であり、22,000名以上の従業員を雇用していた。政府は同社の救済を拒否したため、大規模な抗議デモが行われた。

## 建造された主な艦船
- クルーズ客船「コスタ・ヴィクトリア」（倒産により最終仕上げはロイド・ヴェルフトで実施）